# Blau Weiß Post Recklinghausen
Blau Weiß Post Recklinghausen (vollständiger Name: Spielvereinigung Blau Weiß Post Recklinghausen e.V.) war ein Sportverein aus Recklinghausen. Der Verein hatte 800 Mitglieder in neun Abteilungen. Die erste Fußballmannschaft spielte zwischen 1997 und 2000 in der damals viertklassigen Oberliga Westfalen.

## Geschichte
1933 wurde mit dem Post SV Recklinghausen der ältere der beiden Stammvereine gegründet. Seit 1961 wurde beim Post SV auch Fußball gespielt. Zweiter Stammverein ist der im Jahre 1958 gegründete FC Nord Recklinghausen, der später seinen Namen in FV Blau-Weiß Nord 1958 Recklinghausen änderte. Im Jahre 1972 fusionierten der Post SV und der FV Blau-Weiß Nord zur Spielvereinigung Blau Weiß Post Recklinghausen. Der neue Verein bezog die neu errichtete Bezirkssportanlage Lange Wanne als neue Heimstätte. Zur Eröffnung wurde ein Freundschaftsspiel gegen Borussia Dortmund ausgetragen.
Die erste Männermannschaft spielte bis 1988 lediglich in der Kreisliga. Danach ging es im Dreijahrestakt bis in die Oberliga Westfalen hoch. Die Mannschaft spielte erfolgreich und belegte in der Saison 1997/98 den sechsten und im Jahr darauf gar den fünften Platz. Dennoch lag der Zuschauerschnitt nur bei etwa 200. Finanzielle Probleme zwangen den Verein jedoch, die Mannschaft zum Ende der Hinrunde der Saison 1999/2000 aus der Oberliga zurückzuziehen. Der Verein musste Insolvenz anmelden, konnte allerdings die Auflösung verhindern. Während die erste Mannschaft in der Saison 2000/01 einen Neustart in der Bezirksliga wagte, dabei jedoch in die Kreisliga abstieg, sorgte der damals 80-jährige Kurt Meyer bundesweit für Furore, als sein Tor in einem Altligaspiel gegen Jung-Siegfried Hillerheide von den Zuschauern der Sportschau zum Tor des Jahres gewählt wurde. Im Jahre 2013 stieg die erste Mannschaft in die Kreisliga B ab und musste zwei Jahre später den Gang in die Kreisliga C antreten.
1972 gründete der Verein eine Frauenfußballabteilung, die im Jahre 1986 in die damals zweitklassige Verbandsliga aufstieg. Der größte Erfolg war der Westfalenpokalsieg im Jahre 2003. Im gleichen Jahr gründete die Abteilung mit dem 1. FFC Recklinghausen einen eigenständigen Verein. Die B-Juniorinnen erreichten im Jahre 2000 die Endrunde um die deutsche Meisterschaft, wo das Team als Gruppenzweiter hinter dem 1. FFC Turbine Potsdam das Endspiel nur knapp verpassten.

## Persönlichkeiten
- Peter Anders
- Frank Benatelli
- Nathalie Bock
- Adam Bodzek
- Carmen Falkowski (geb. Israel)
- Thomas Kruse
- Martin Max
- Kurt Meyer

## Nachfolgeverein SSC Recklinghausen
Am 1. Juli 2017 fusionierte Blau Weiß Post mit der Fußballabteilung der im Jahre 1920 gegründeten PSV Recklinghausen zum SSC Recklinghausen. Die Fußballer der PSV Recklinghausen spielten von 1987 bis 1999 sowie in der Saison 2011/12 in der Kreisliga A. Darüber hinaus brachte die PSV spätere Profis wie Levent Mercan und Maurice Neubauer hervor.
Der neue Verein übernahm den Platz der PSV-Fußballer in der Kreisliga B und schaffte im Jahre 2023 den Aufstieg in die Kreisliga A. Spielstätte des SSC Recklinghausen ist die Bezirkssportanlage Lange Wanne, die Platz für 5000 Zuschauer bietet. Es wird auf Naturrasen gespielt.